# Lone Oak, Texas
Lone Oak là một thành phố thuộc quận Hunt, tiểu bang Texas, Hoa Kỳ. Năm 2010, dân số của xã này là 598 người.

## Dân số
- Dân số năm 2000: 521 người.
- Dân số năm 2010: 598 người.